# Edith Clever
Edith Clever, född 1940 i Wuppertal, är en tysk skådespelare och regissör.
Clever har huvudsakligen arbetat vid teatern Schaubühne am Lehniner Platz i Berlin, och har på ett briljant sätt kombinerat realism och stilisering, både i klassiska teaterroller som Klytaimnestra i Aiskylos Orestien och i moderna roller som Lotte i Botho Strauss' Stort och smått. Hon har också medverkat i flera filmer, bland annat titelrollerna i Eric Rohmers Markisinnan von O... (1976) och Peter Handkes Den vänsterhänta kvinnan (1978) samt en huvudroll i Hans-Jürgen Syberbergs Parsifal (1982).
På festivalen Szene Salzburg debuterade hon som regissör med Goethes Stella 1992, och 1997 satte hon upp Rudolf Borchardts Der Hausbesuch vid Schaubühne.